# Baby, I Love Your Way/Freebird Medley
"Baby, I Love Your Way/Freebird Medley (Free Baby)" é uma canção do grupo de freestyle Will to Power, lançada como o terceiro single do álbum Will to Power, em 1988. A canção combina elementos de duas canções de rock já gravadas: "Baby, I Love Your Way", lançada em 1976 pelo cantor Peter Frampton e que alcançou o 12º lugar no Hot 100 da revista americana Billboard; e a canção "Free Bird", lançada em 1975 pela banda de rock americana Lynyrd Skynyrd e que alcançou a posição número 19 na mesma parada. O medley de Will to Power contém mais sintetizadores (em oposição à natureza de balada rock das duas canções originais), e alcançou a primeira posição na Billboard Hot 100 em 3 de dezembro de 1988, permanecendo lá por uma semana (sendo o último medley até a presente data a conseguir tal feito). Também alcançou o 2º lugar na parada Hot Adult Contemporary Tracks da revista Billboard.
Em março e abril de 2009, o canal VH1 passou uma lista com os 100 Greatest One Hit Wonders of the 80s (pt: Os Maiores Artistas de um Sucesso Só dos Anos 80). A canção "Baby, I Love Your Way/Freebird Medley (Free Baby)" ficou no 97º lugar na lista, embora seja fato que o grupo teve outra canção no top 10 da Billboard Hot 100, "I'm Not in Love", que alcançou a posição número 7 em 1991.

## Faixas
Single de 12" [Países Baixos]
| N.º | Título                          | Duração |  |
| 1.  | "Baby I Love Your Way/Freebird" | 4:07    |  |
| 2.  | "Anti-Social"                   | 4:20    |  |
| 3.  | "Say It's Gonna Rain"           | 3:53    |  |

## Posições nas paradas musicais
| Parada musical (1988/1989)          | Melhor posição |
| ----------------------------------- | -------------- |
| Alemanha - Germany Top 100 Singles  | 18             |
| Austrália - ARIA Charts             | 20             |
| Canadá - Canada RPM Top 100 Singles | 1              |
| Estados Unidos - Adult Contemporary | 2              |
| Estados Unidos - Billboard Hot 100  | 1              |
| Irlanda - IRMA                      | 3              |
| Noruega - VG-lista                  | 1              |
| Nova Zelândia - RIANZ               | 6              |
| Países Baixos - Dutch Top 40        | 26             |
| Reino Unido - UK Singles Chart      | 6              |

## Certificações
| País                  | Certificação | Data                  | Vendas certificadas |
| --------------------- | ------------ | --------------------- | ------------------- |
| Estados Unidos - RIAA | Ouro         | 23 de Janeiro de 1989 | 500,000             |